# Оленовка (Черниговская область)
Алёновка (укр. Оле́нівка) – село, расположенное на территории Борзнянского района Черниговской области (Украина) на берегу реки Борзна. Расположено в 9 км на запад от райцентра Борзны. Население — 1 409 чел. (на 2006 г.). Адрес совета: 16410, Черниговская обл., Борзнянский р-он, село Оленовка, ул. Шевченка,88